# Вулиця Гагаріна (Мелітополь)
Вулиця Гагаріна — вулиця в Мелітополі в історичному районі Новий Мелітополь. Сполучає вулиці 
Юр'ївську та Інтеркультурну. Забудована багатоповерховими будинками.

## Назва
Вулиця названа на честь Юрія Гагаріна — першого радянського космонавта.

## Історія
Рішення про найменування прокладеної вулиці було прийнято 9 липня 1981 року.

## Об'єкти
- Гімназія № 9